# François-Yves Doré
Pour les articles homonymes, voir Doré.
François-Yves Doré est un psychologue, chercheur et professeur québécois né en 1951.